# رود آق‌تپه
رود آق‌تپه یا رود آکتوبه رودی در کشور روسیه و یکی از شاخه‌های سمت چو رود ولگا است. این رود در بالای شهر ولگوگراد از رودخانه ولگا جدا شده و به سوی دلتای ولگا و دریای خزر می‌رود. رود آق‌تپه ۵۳۷ کیلومتر طول دارد و میانگین جریان آب آن ۱۵۳ متر مکعب در ثانیه است. سرچشمه‌های قدیمی آق‌تپه توسط سد و ایستگاه برق‌آبی ولگا مسدود شده‌است و امروزه رود آق‌تپه توسط یک کانال مصنوعی ۶٫۵ کیلومتری که از پای سد کشیده شده از ولگا منشعب می‌شود. پایتخت اردوی زرین یعنی شهر سرای به احتمال زیاد در کنار رود آق‌تپه و در نزدیکی محلی که امروزه خرابه‌لی نام گرفته قرار داشته است.